# روبن بلاكبيرن
روبن بلاكبيرن (بالإنجليزية: Robin Blackburn)‏ هو مؤرخ وعالم سياسة بريطاني، ولد في 3 يونيو 1940 في إنجلترا في المملكة المتحدة.